# Себастьян Брачі
Себастьян Бра́чі (нар. близько 1575 — пом. ?, Київ) — італійський архітектор XVII століття. Зять війта Києва Созона Балики.

## Біографія
Народився близько 1575 року. Походив з родини флорентійських ремісників. На початку XVII століття його запрошено до села Низкиничів (тепер Волинська область, Україна).
Близько 1610 року переїхав до Києва, де у 1613—1614 роках відбудував соборну Успенську церкву на Подолі. Помер у Києві.